# Bloody Well Right
Bloody Well Right - utwór brytyjskiej, progresywnej grupy rockowej Supertramp, z albumu Crime of the Century, wydany na singlu "Dreamer / Bloody Well Right" w 1974 roku. Keyboardzista Rick Davies, specjalnie użył w tekście słów: "So you think your schooling is phoney", aby utrwalić fałszywe przekonanie że Crime of the Century jest albumem koncepcyjnym. W Stanach Zjednoczonych jest to jeden z największych przebojów zespołu.

## Wykonawcy
- Rick Davies - instrumenty klawiszowe, wokal prowadzący
- Roger Hodgson - gitara, wokal wspierający
- John Helliwell - saksofon, wokal wspierający
- Dougie Thompson - gitara basowa
- Bob Siebenberg - perkusja